# 季沃奇涅
49°7′24″N 29°42′37″E / 49.12333°N 29.71028°E
季沃奇涅（烏克蘭語：Дівочина），是烏克蘭的村落，位於該國西南部文尼察州，由文尼察區負責管轄，始建於1910年，面積0.31平方公里，海拔高度253米，2001年人口4。